# Casas de Ves
Casas de Ves er en by og kommune i det sydøstlige Spanien i provinsen Albacete. Den har et indbyggertal på 548 (2024) indbyggere.